# Aymar Le Moine
Aymar Le Moine est le nom francisé d'un prélat toscan de Terre sainte aussi connu sous le nom Amalrico Monaco dei Corbizzi, né probablement à Florence et mort en Palestine en 1202. En réalité il s'appelait simplement "Monachus". Le nom "Aymarus" a été ajouté par des historiens modernes, son appartenance à la famille Corbizzi est aussi peu probable.

## Biographie
Il est archevêque de Césarée depuis 1181 quand les chanoines du Saint-Sépulcre, qui souhaitent un patriarche résidant en Orient, l'élisent patriarche latin de Jérusalem mettant fin à la vacance du siège qui durait depuis 1191. 
Il reste titulaire de cette charge jusqu'à sa mort.
Il est l'auteur d'un livre sur la prise de Saint-Jean d'Acre.